# Fly (chanson de BoA)
Pour les articles homonymes, voir Fly.
Singles de BoA
Masayume Chasing
(2014)
Fly est le 38e single de BoA sorti sous le label Avex Trax le 3 décembre 2014 au Japon.

## Liste des titres
| 1. | Fly                                                           |  |
| 2. | Airport de Machiawase (エアポートで待ち合わせ)                |  |
| 3. | Fly (Instrumental)                                            |  |
| 4. | Airport de Machiawase (Instrumental) (エアポートで待ち合わせ) |  |

| 1. | Fly (Music Clip) |  |

| 1. | Fly (Music Clip ~Other ver.~) |  |
| 2. | Fly (Making Video)            |  |